# Paden (Misisipi)
Paden es una villa del Condado de Tishomingo, Misisipi, Estados Unidos. Según el censo de 2000 tenía una población de 106 habitantes y una densidad de población de 46.0 hab/km².

## Demografía
Según el censo de 2000, había 106 personas, 49 hogares y 29 familias residiendo en la localidad. La densidad de población era de 46,0 hab./km². Había 65 viviendas con una densidad media de 28,2 viviendas/km². El 100,00% de los habitantes eran blancos. 
Según el censo, de los 49 hogares en el 32,7% había menores de 18 años, el 44,9% pertenecía a parejas casadas, el 8,2% tenía a una mujer como cabeza de familia y el 40,8% no eran familias. El 38,8% de los hogares estaba compuesto por un único individuo y el 18,4% pertenecía a alguien mayor de 65 años viviendo solo. El tamaño promedio de los hogares era de 2,16 personas y el de las familias de 2,90.
La población estaba distribuida en un 25,5% de habitantes menores de 18 años, un 5,7% entre 18 y 24 años, un 36,8% de 25 a 44, un 16,0% de 45 a 64 y un 16,0% de 65 años o mayores. La media de edad era 37 años. Por cada 100 mujeres había 107,8 hombres. Por cada 100 mujeres de 18 años o más, había 119,4 hombres.
Los ingresos medios por hogar en la localidad eran de 38.333 dólares ($) y los ingresos medios por familia eran 43.000 $. Los hombres tenían unos ingresos medios de 28.333 $ frente a los 16.750 $ para las mujeres. La renta per cápita para la ciudad era de 17.861 $. El 4,4% de la población y el 5,3% de las familias estaban por debajo del umbral de pobreza.

## Geografía
Según la Oficina del Censo de los Estados Unidos, la localidad tiene un área total de 2,3 km², todos ellos correspondientes a tierra firme.